# Колобок (мультфильм, 1956)
«Колобок» — советский короткометражный кукольный мультфильм 1956 года знаменитого режиссёра-мультипликатора Романа Давыдова.
Вторая экранизация одноимённой сказки, первая была снята на той же студии в 1936 году, за 20 лет до выхода этой версии.

## Сюжет
По мотивам русской народной сказки о непослушном Колобке, который сбежал из дома от деда и бабы и встретил на своём пути различных лесных зверей: заяц, ёжик, волк, медведь и лиса. Но, в отличие от сказки, успел удрать от лисы обратно к деду с бабкой и все стали жить втроём.

## Создатели
- Сценарий и текст песен: Е. Рязанцева
- Режиссёр: Роман Давыдов
- Художники-постановщики: Роман Давыдов, Владислав Расторгуев
- Композитор: Родион Щедрин
- Оператор: Николай Гринберг
- Звукооператор: Борис Фильчиков
- Кукловоды-мультипликаторы: Лев Жданов, Константин Никифоров

## Актеры
- Ирина Потоцкая — колобок
- Татьяна Барышева — старуха
- Юрий Хржановский — заяц
- Мария Виноградова — лиса

## О мультфильме
В середине 1950-х в картинах Р. В. Давыдова («Баллада о столе» (1955), «Колобок» (1956) и др.) находит применение изготовление сменных объёмных фаз движения («объёмная перекладка»).
К этому времени производство объёмных мультфильмов было развёрнуто уже на достаточно высоком уровне — об этом говорят работы таких режиссёров, как Владимир Дегтярёв («Чудесный колодец», 1956; «Краса Ненаглядная», 1958), Анатолий Каранович и Роман Качанов («Влюблённое облако», 1959), Роман Давыдов («Колобок», 1956; «Три медведя», 1958).
— Георгий Бородин. Киностудия «Союзмультфильм». Краткий исторический обзор